# Grand nacré
Pour les articles homonymes, voir Grande nacre.
Speyeria aglaja
Espèce
Le Grand nacré (Speyeria aglaja, anciennement Argynnis aglaja) est une espèce paléarctique de lépidoptères (papillons) de la famille des Nymphalidae et de la sous-famille des Heliconiinae.

## Description

### Papillon
L'imago du Grand nacré est un papillon de taille moyenne à grande de 50 à 60mm. Le dessus des ailes a un fond fauve orangé, parfois suffusé de gris-verdâtre chez la femelle, et orné de nombreuses taches noires, notamment une série de chevrons submarginaux, une série de taches postdiscales rondes, puis des dessins discaux et basaux plus linéaires.
Le revers des ailes antérieures est semblable, tandis que celui des ailes postérieures a un fond vert olive et jaune, orné de nombreuses taches nacrées.

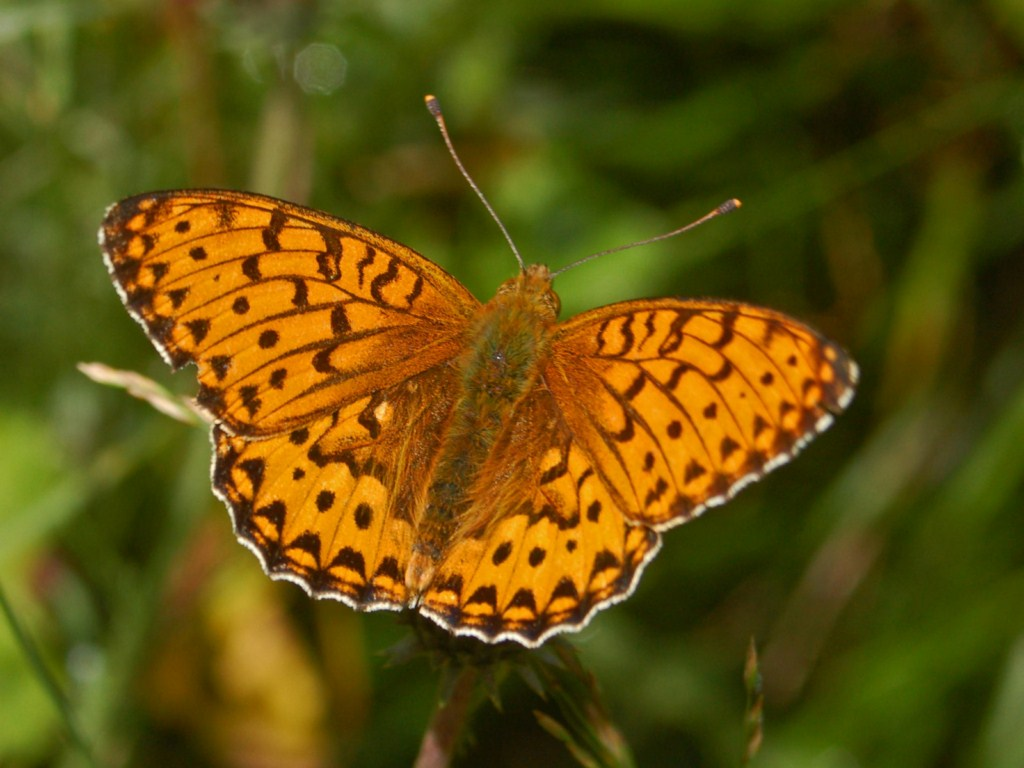
Dessus d'un mâle, Italie.
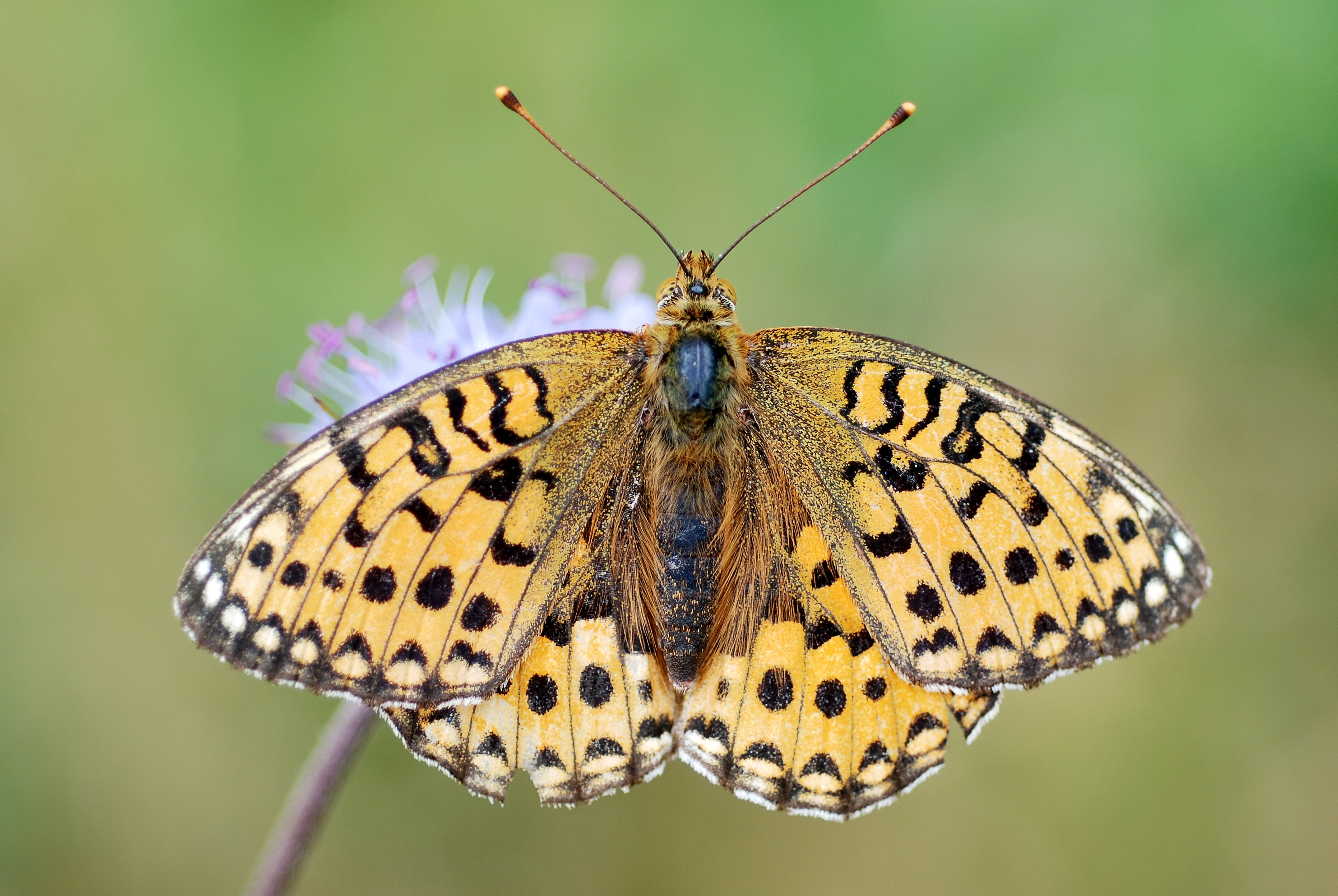
Dessus d'une femelle, Belgique.
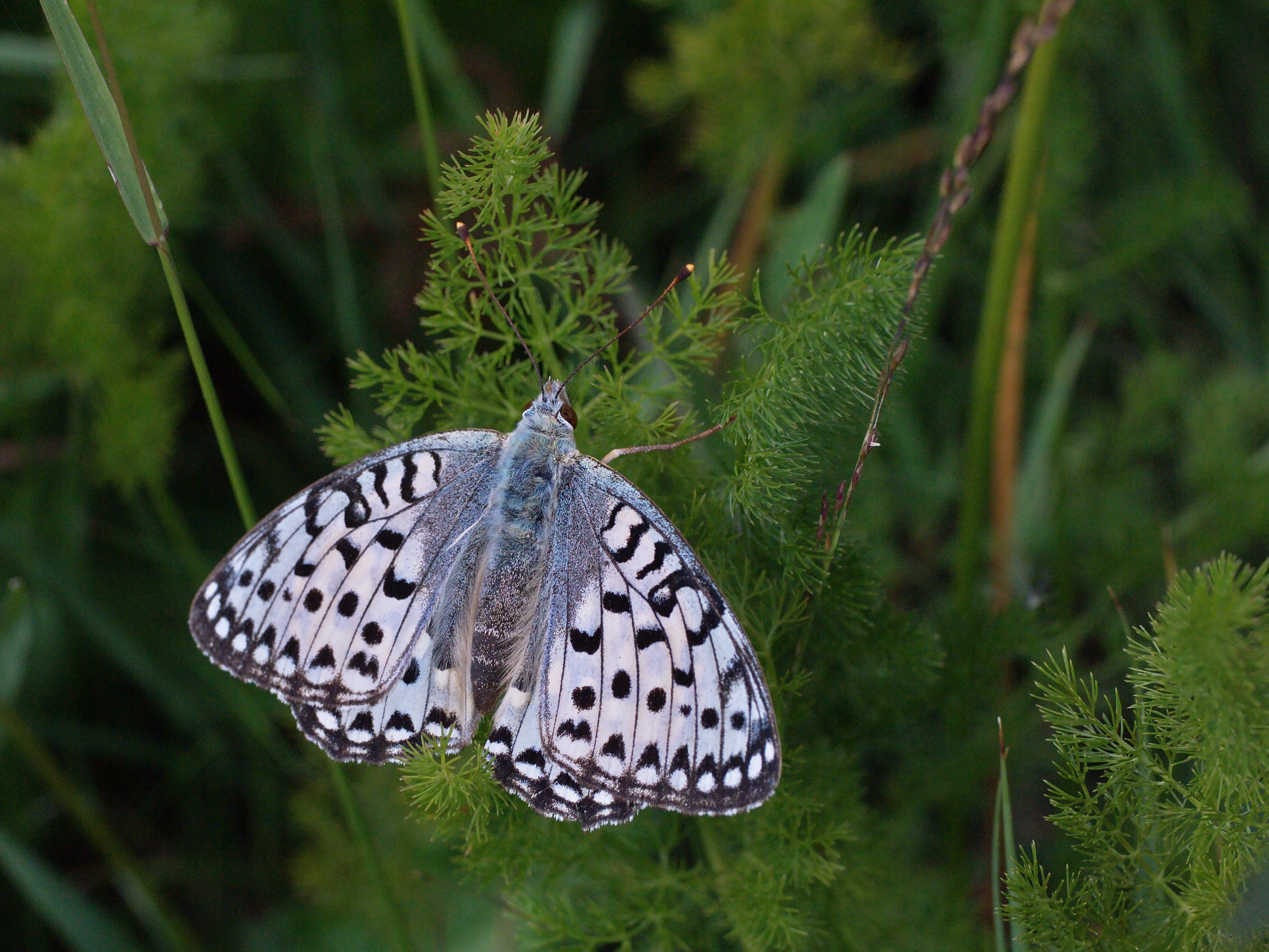
Femelle présentant une anomalie de coloration, Belgique.
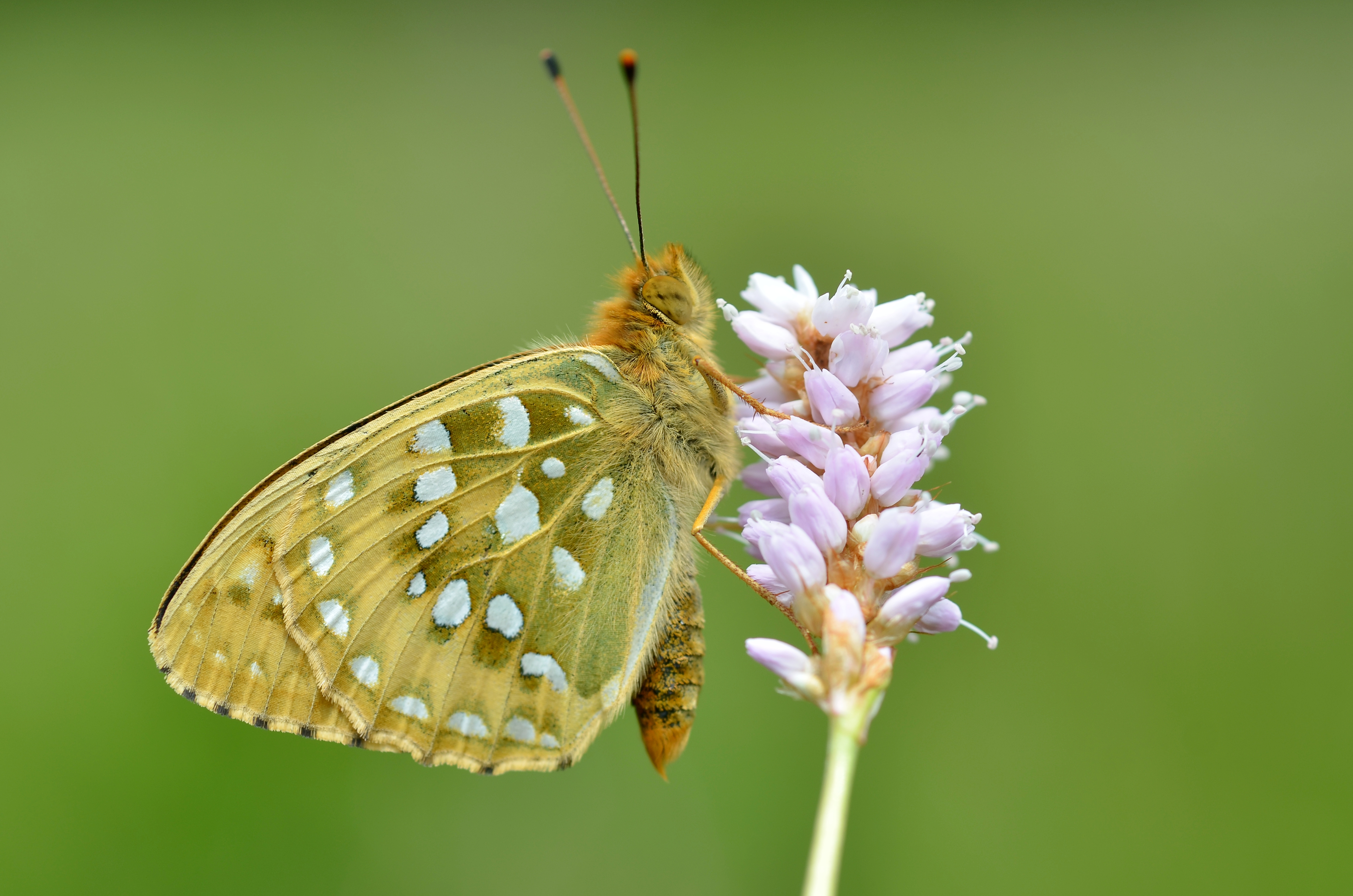
Revers des ailes.

#### Confusions possibles
L'ornementation du dessus des ailes du Grand nacré ressemble à celle de plusieurs autres espèces de Nacrés, tout particulièrement le Moyen nacré et le Chiffre, qui peuvent le côtoyer. Il s'en distingue principalement par son ornementation du revers de l'aile postérieure, dépourvue de points postdiscaux.

### Chenille
La chenille possède une tête noire et un corps noir avec des scolis noirs et une ligne de taches rouge orangé sur chaque flanc.

## Biologie

### Phénologie
Le Grand nacré vole en une génération, entre juin et août suivant la localisation.
Il hiverne au stade de jeune chenille, au pied de sa plante hôte, cachée par la rosette de feuilles.

### Plantes hôtes
Les plantes hôtes sont principalement des violettes, notamment Viola hirta, Viola tricolor, Viola palustris, Viola verecunda et Viola bicolor,.
Les œufs sont déposés isolément sur les tiges et les feuilles de la plante hôte.

## Distribution et biotopes
Le Grand nacré est largement répandu dans l'écozone paléarctique : il est présent en Afrique du Nord (Maroc), dans toute l'Europe, et en Asie jusqu’en Chine et au Japon.
En France métropolitaine, il a été recensé dans presque tous les départements, mais est absent de Corse,.
Il fréquente des habitats très variés.

## Systématique
L'espèce actuellement appelée Speyeria aglaja a été décrite par le naturaliste suédois Carl von Linné en 1758, sous le nom initial de Papilio aglaja. De nombreuses sources la citent encore sous le nom d’Argynnis aglaja, mais une étude de phylogénétique moléculaire a récemment conduit à la déplacer du genre Argynnis vers le genre Speyeria.

### Synonymes
- Papilio aglaja Linnaeus, 1758 — protonyme
- Mesoacidalia aglaja (Linnaeus, 1758)
- Argynnis aglaja (Linnaeus, 1758)
- Papilio pasithoe Linnaeus, 1767
- Papilio charlotta Haworth, 1802

### Sous-espèces
Selon FUNET Tree of Life (24 septembre 2019) :
- Speyeria aglaja aglaja (Linnaeus, 1758) — de l'Europe à la Sibérie.
- Speyeria aglaja vitatha (Moore, [1875]) — dans le Pamir.
- Speyeria aglaja fortuna (Janson, 1877) — au Japon.
- Speyeria aglaja ottomana (Röber, 1896) — en Arménie.
- Speyeria aglaja kenteana (Stichel, 1901) — en Extrême-Orient russe.
- Speyeria aglaja bessa (Fruhstorfer, 1907)
- Speyeria aglaja auxo (Jachontov, 1909) — dans le Caucase.
- Speyeria aglaja lyauteyi (Oberthür, 1920) — le Grand nacré berbère — au Maroc.
- Speyeria aglaja matsumurai (Nakahara, 1926) — dans les îles Kouriles.
- Speyeria aglaja tonnai (Matsumura, 1928) — en Sakhaline.
- Speyeria aglaja clavimacula (Matsumura, 1929) — en Oussouri.
- Speyeria aglaja excelsior (Rothschild, 1933) — le Grand nacré rifain — au Maroc.
- Speyeria aglaja gigasvitatha (Verity, 1935) — en Asie centrale.
- Speyeria aglaja boreas (Hemming, 1942) — en Sibérie.

## Noms vernaculaires
- En français : le Grand nacré[7]
- En anglais : dark green fritillary[4]
- En allemand : Großer Perlmuttfalter[4]

## Statut et protection
En France, l'espèce n'a pas de statut de protection particulier.
Au Maroc, la sous-espèce excelsior (le Grand nacré rifain) est considérée comme vulnérable, tandis que la sous-espèce lyauteyi (le Grand nacré berbère) est en voie d'extinction.

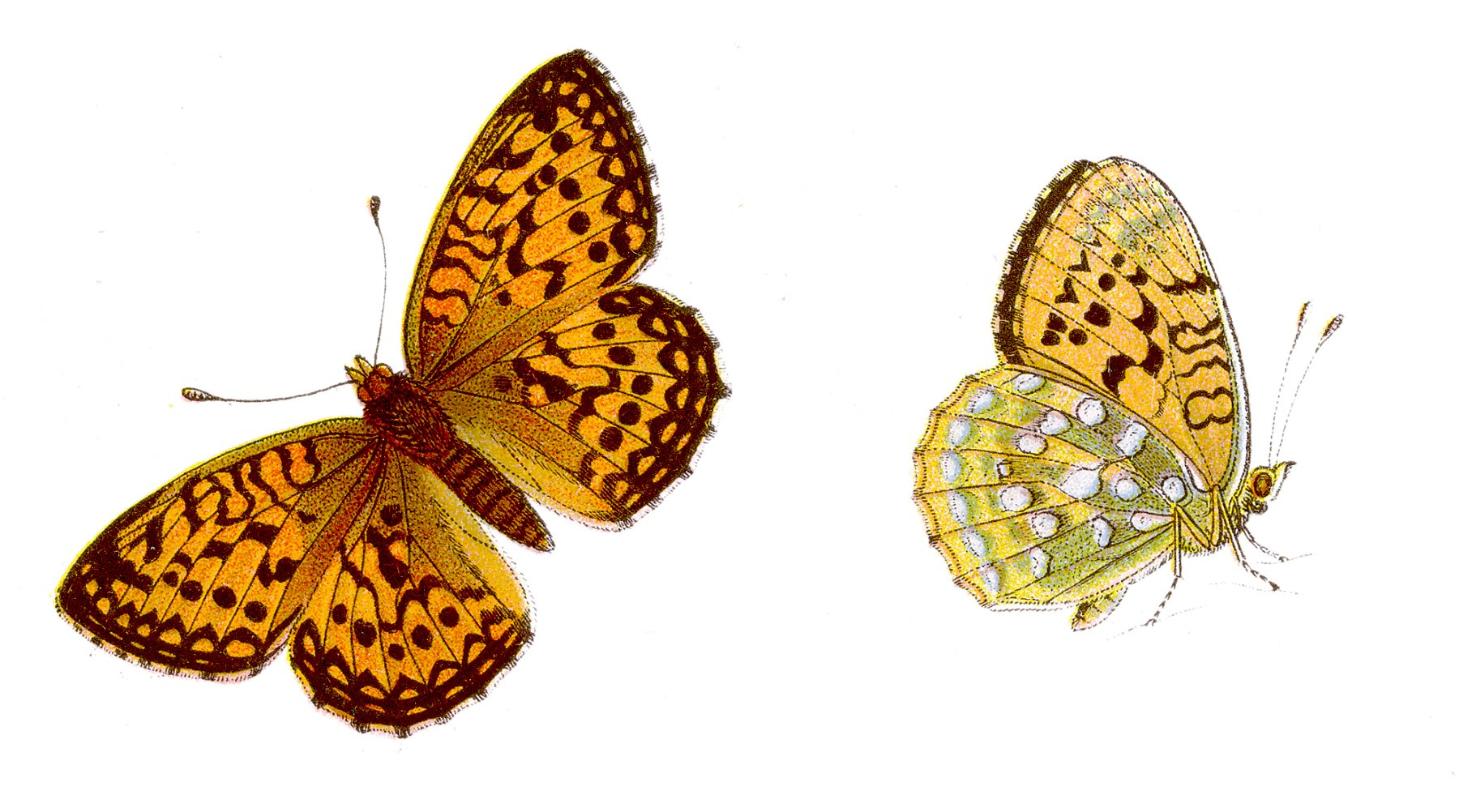
Speyeria aglaja dessiné par Jakob Hübner.